# أسطورة بو
أسطورة بو هي الرواية رقم 19 من سلسلة ما وراء الطبيعة التي تصدرها المؤسسة العربية الحديثة ضمن روايات مصرية للجيب للكاتب أحمد خالد توفيق تعد السلسلة أول سلسلة روايات عربية في أدب الرعب.

## أحداث الرواية
يكون رفعت إسماعيل في زيارة إلى أمريكا، وهناك يلتقى بجيري كلاين الذي يأخده في زيارة إلى كوخ الشاعر إدغار آلان بو، وهناك يلتقى بسام كولبي الذي يخبر رفعت أن روحه هي ذاتها روح الشاعر إدغار آلان بو، ويدعوهما إلى زيارة منزله وهناك يقنعهما بأستدعاء روح بو، وسؤالها عن علاقتها بروح رفعت.
و يبدأ الجميع التجربة ويتم فعلا أستدعاء روح بو وعنما يأمرها سام بالأنصراف لأن هناك خطر في التجربة، تردد أنها سوف تأخذ روح رفعت معها، ليجد رفعت نفسه في كل مرة داخل قصة من قصص بو، ويجب عليه أن يغير نهاية قصة ما من قصص بو لكى ينجو من هذا، وفي البداية يكون في قصة قناع الموت الأحمر حيث تحكى أن وباء انتشر في البلاد يدعى الموت الأحمر، لينعزل الأمير وحاشيته في قصر الأمير بعيدا عن المرض، وفي أثناء أقامتهم لحفلة يدخلها الموت الأحمر متنكرا في صورة ضيف ليموت كل من في الحفلة.
و يكون رفعت في قصة القلب الواشي حيث يكون رفعت هو قاتل الرجل العجوز، وكل ما عليه أن يثبت أمام تحريات الشرطة، ولكنه يعترف بعد أن يخيل له أنه يسمع صوت قلب الرجل العجوز من المكان الذي دفنه فيه، وفي قصة الحفرة والبندول يكون رفعت ضحية من ضحايا محاكم التفتيش وأن عليه الاختيار ما بين الموت حرقا أو سقوطا في بئر ولكنه ينقذ على يد جنود الجنرال لاسال الذين ينتقمون من محاكم التفتيش ويحرروه.
و في قصة القط الأسود يكون رفعت الزوج الذي تعود على الأدمان، ويؤذى زوجته وحيواناته الأليفة بعد حبه لهم، وعندما يحاول أن يقتل قط أسود من حيواناته تمنعه زوجته، ولكنها تموت على يده في أثناء محاولاتها فيحاول أن يدفنها داخل أحد الجدران وينسى ويدفن قط أسود آخر حي، ليفتضح أمره مع قدوم الشرطة حيث يبدا القط بالمواء.
و في قصة سقوط بيت أشر يكون رفعت هو صديق آشر الذي يعتقد أن البيت يؤثر على ساكنيه، وعندما تموت أخت آشر ويدفنها هو وأخيها، وفيما بعد يقول لأخيها أنه يجب تحريرها لأنه يعتقد أنها مدفونة حية، ولكنها تنهض مستيقظة لتموت هي وأخيها وينتهى المنزل ويتدمر بموت ساكنيه، وفي قصة ويليام ويلسون يكون رفعت فتى يدعى ويليام ويلسون طالب في مدرسة أنجليزية عريقة يحاول أفزاع طالب يدعى بنفس اسمه لكن القصة لم تكتمل إلى نهايتها.
و في قصة ليجيا يكون رفعت الزوج الذي ماتت زوجته التي يحبها كثيرا، فيتزوج مرة أخرى ويذيق زوجته الثانية أقسى أنواع العذاب، لتكون على شفا الموت ولكنه رفعت يعترف بخطئه ويتمنى أن تعود زوجته إلى حياته، لتغفر له زوجته وتعود للحياة معه (في نهاية القصة الأصلية تموت الزوجة)، لينجح رفعت في تغيير نهاية إحدى قصص بو ليعود إلى عالمه، ويرى سام وجيري يحاولان أنقاذه، ليعترف له سام أنه دس لرفعت عقار الهلوسة في شرابه حتى يضمن نجاح التجربة، وحتى الآن لا يعرف رفعت إن كان ما راه بفعل عقار الهلوسة أم أنها تجربة خارقة للطبيعة بالفعل.

## أبطال الرواية
- رفعت إسماعيل : طبيب أمراض الدم والأستاذ الجامعي الكهل المقيم بالقاهرة، نحيل، أصلع، ذو عوينات، يعاني من كتيبة من الأمراض منها على سبيل المثال لا الحصر : القرحة المعدية، ضيق الشرايين، الربو الشعبي، التهاب الرئة، آلام المفاصل، قلق، متشائم، نحس يقع في المصائب.
- سام كولبي : نصاب وساحر يهودي، يدعو رفعت إلى تجربة روحية لأثبات أن روح رفعت هي ذاتها روح الشاعر إدغار آلان بو.
- جيرى كلاين : محامي شاب وأنيق، تجمعه صداقة برفعت وهو في أمريكا.

## آراء ونقاش حول الرواية
لمعرفة المزيد من التفاصيل والآراء حول الموضوع راجع منتدى شبكة روايات التفاعلية 